# Europese kampioenschappen kortebaanzwemmen 2015
De Europese kampioenschappen kortebaanzwemmen 2015 werden van woensdag 2 tot en met zondag 6 december 2015 georganiseerd in het Israëlische Netanja.

## Wedstrijdschema
| Woensdag 02/12 | Donderdag 03/12 | Vrijdag 04/12 | Zaterdag 05/12 | Zondag 06/12 |
| --- | --- | --- | --- | --- |
| Series vanaf 9:30 uur lokale tijd | | | | |
| 100 m vlinder mannen 50 m school vrouwen 50 m school mannen 400 m wissel vrouwen 400 m vrij mannen 100 m rug vrouwen 200 m rug mannen 4×50 m vrij mannen 800 m vrij vrouwen                                             | 200 m vrij mannen 50 vlinder vrouwen 200 m school mannen 100 m vrij vrouwen 100 m rug mannen 100 m wissel vrouwen 400 m wissel mannen 4×50 m wissel gemengd 1500 m vrij mannen                                                                                            | 100 m school vrouwen 50 m vrij mannen 200 m rug vrouwen 400 m wissel mannen 200 m school vrouwen 100 m school mannen 200 m vlinder vrouwen 200 m wissel mannen 4×50 m vrij vrouwen                                                                                | 50 vlinder mannen 50 m rug vrouwen 100 m vrij mannen 200 m vrij vrouwen 100 m vlinder vrouwen 100 m wissel mannen 200m wissel vrouwen 4×50 m vrij gemengd | 50 vrij vrouwen 50 m rug mannen 200 m school vrouwen 200 m vlinder mannen 400 m vrij vrouwen 4×50 m wissel mannen 4×50 m wissel vrouwen |
| Finales - vanaf 17:30 uur lokale tijd | | | | |
| HF 50 m school mannen HF 50 m school vrouwen F 200 m rug mannen F 400 m wissel vrouwen F 400 m vrij mannen HF 100 m rug vrouwen HF 100 m vlinder mannen F 50 m school vrouwen F 50 m school mannen F 4×50 m vrij mannen | HF 50 m vlinder vrouwen F 200 m vrij mannen F 200 m school vrouwen HF 100 m vrij vrouwen F 400 m wissel mannen F 100 m rug vrouwen HF 100 m rug mannen HF 100 m wissel vrouwen F 100 m vlinder mannen F 800 m vrij vrouwen F 50 m vlinder vrouwen F 4×50 m wissel gemengd | HF 50 m vrij mannen F 100 m vrij vrouwen HF 100 m school mannen F 200 m rug vrouwen F 200 m wissel mannen F 200 m vlinder vrouwen HF 100 m school vrouwen F 100 m rug mannen F 100 m wissel vrouwen F 1500 m vrij mannen F 50 m vrij mannen F 4×50 m vrij vrouwen | HF 50 m rug vrouwen HF 50 m vlinder mannen F 100 m school vrouwen HF 100 m vrij mannen F 200 m wissel vrouwen HF 100 m wissel mannen F 200 m vrij vrouwen F 100 m school mannen HF 100 m vlinder vrouwen F 50 m vlinder mannen F 50 m rug vrouwen F 4×50 m vrij gemengd | HF 50 m vrij vrouwen HF 50 m rug mannen F 200 m school vrouwen F 100 m vrij mannen F 100 m vlinder vrouwen F 400 m vrij vrouwen F 200 m vlinder mannen F 50 m vrij vrouwen F 50 m rug mannen F 4×50 m wissel vrouwen F 4×50 m wissel mannen |

## Selecties

### België
De Belgische zwembond selecteerde elf zwemmers voor dit toernooi, tien mannen en één vrouw.
Mannen
- Jasper Aerents
- Jonas Coreelman
- Louis Croenen
- Gilles De Wilde
- Stijn Depypere
- François Heersbrandt
- Lander Hendrickx
- Glenn Surgeloose
- Pieter Timmers
- Emmanuel Vanluchene

Vrouwen
- Fanny Lecluyse

### Duitsland
De Duitse zwembond stuurde 27 zwemmers (14 mannen, 13 vrouwen) naar de EK kortebaan in Israël.
Mannen
- Paul Biedermann (SV Halle/Saale)
- Marek Ulrich (SV Halle/Saale)
- Christian vom Lehn (SG Essen)
- Damian Wierling (SG Essen)
- Marius Kusch (SG Stadtwerke München)
- Philipp Wolf (SG Stadtwerke München)
- Dominik Franke (1. SC Ravensburg)
- Markus Gierke (W98 Hannover)
- Jan-Philip Glania (SG Frankfurt)
- Philip Heintz (SV Nikar Heidelberg)
- Marco Koch (DSW 1912 Darmstadt)
- Henning Mühlleitner (SV Schwäbisch Gmünd)
- Florian Wellbrock (SC Magdeburg)
- Andreas Wiesner (SG EWR Rheinhessen-Mainz)

Vrouwen
- Lisa Höpink (SG Essen)
- Caroline Ruhnau (SG Essen)
- Dörte Baumert (SG Regio Freiburg)
- Doris Eichhorn (Aqua Berlin)
- Vanessa Grimberg (SVR Stuttgart)
- Franziska Hentke (SC Magdeburg)
- Marlene Hüther (SSG Saar Max Ritter)
- Alina Jungklaus (SV Würzburg 05)
- Nina Kost (SV Nikar Heidelberg)
- Julia Leidgebel (SG Dortmund)
- Jenny Mensing (SC 1911 Wiesbaden)
- Juliane Reinhold (SSG Leipzig)
- Alexandra Wenk (SG Stadtwerke München)

### Nederland
De technisch directeur van de KNZB, Joop Alberda, selecteerde dertien zwemmers voor dit toernooi, vier mannen en tien vrouwen.
Mannen
- Maarten Brzoskowski
- Sébas van Lith
- Jesse Puts
- Ben Schwietert

Vrouwen
- Inge Dekker
- Femke Heemskerk
- Ranomi Kromowidjojo
- Moniek Nijhuis
- Robin Neumann
- Sharon van Rouwendaal
- Marrit Steenbergen
- Tessa Vermeulen
- Tamara van Vliet

## Medailles
Legenda
- WR = Wereldrecord
- ER = Europees record
- CR = Kampioenschapsrecord

### Mannen
| Onderdeel            | Goud                                                                      | Goud        | Zilver                                                              | Zilver   | Brons                                                                          | Brons           |
| -------------------- | ------------------------------------------------------------------------- | ----------- | ------------------------------------------------------------------- | -------- | ------------------------------------------------------------------------------ | --------------- |
| Vrije slag           |                                                                           |             |                                                                     |          |                                                                                |                 |
| 50 m                 | Jevgeni Sedov Rusland                                                     | 20,87       | Marco Orsi Italië                                                   | 20,92    | Sebastian Szczepanski Polen                                                    | 21,21           |
| 100 m                | Marco Orsi Italië                                                         | 46,05       | Pieter Timmers België                                               | 46,61    | Sebastian Szczepanski Polen                                                    | 46,87           |
| 200 m                | Paul Biedermann Duitsland                                                 | 1.42,68     | Pieter Timmers België                                               | 1.42,85  | Glenn Surgeloose België                                                        | 1.43,55         |
| 200 m                | Paul Biedermann Duitsland                                                 | 1.42,68     | Pieter Timmers België                                               | 1.42,85  | Vjatsjeslav Androesenko Rusland                                                | 1.43,55         |
| 400 m                | Péter Bernek Hongarije                                                    | 3.35,46     | Paul Biedermann Duitsland                                           | 3.35,96  | Gabriele Detti Italië                                                          | 3.37,22         |
| 1500 m               | Gregorio Paltrinieri Italië                                               | 14.08,06 WR | Gabriele Detti Italië                                               | 14.18,00 | Henrik Christiansen Noorwegen                                                  | 14.23,60        |
| Rugslag              |                                                                           |             |                                                                     |          |                                                                                |                 |
| 50 m                 | Tomasz Polewka Polen                                                      | 22,96       | Chris Walker-Hebborn Verenigd Koninkrijk                            | 23,09    | Niet uitgereikt                                                                | Niet uitgereikt |
| 50 m                 | Tomasz Polewka Polen                                                      | 22,96       | Simone Sabbioni Italië                                              | 23,09    | Niet uitgereikt                                                                | Niet uitgereikt |
| 100 m                | Radosław Kawęcki Polen                                                    | 49,64       | Stanislav Donets Rusland                                            | 50,30    | Chris Walker-Hebborn Verenigd Koninkrijk                                       | 50,35           |
| 200 m                | Radosław Kawęcki Polen                                                    | 1.48,33 CR  | Yakov Yan Toumarkin Israël                                          | 1.49,84  | Simone Sabbioni Italië                                                         | 1.50,75         |
| Schoolslag           |                                                                           |             |                                                                     |          |                                                                                |                 |
| 50 m                 | Damir Dugonjič Slovenië                                                   | 26,20       | Adam Peaty Verenigd Koninkrijk                                      | 26,21    | Oleg Kostin Rusland                                                            | 26,35           |
| 50 m                 | Damir Dugonjič Slovenië                                                   | 26,20       | Adam Peaty Verenigd Koninkrijk                                      | 26,21    | Alexander Murphy Ierland                                                       | 26,35           |
| 100 m                | Marco Koch Duitsland                                                      | 56,78       | Adam Peaty Verenigd Koninkrijk                                      | 56,96    | Giedrius Titenis Litouwen                                                      | 57,02           |
| 200 m                | Marco Koch Duitsland                                                      | 2.00,53 CR  | Dániel Gyurta Hongarije                                             | 2.01,99  | Andrew Willis Verenigd Koninkrijk                                              | 2.02,76         |
| Vlinderslag          |                                                                           |             |                                                                     |          |                                                                                |                 |
| 50 m                 | Andrij Hovorov Oekraïne                                                   | 22,36       | Jaoehen Tsoerkin Wit-Rusland                                        | 22,56    | Aleksandr Popkov Rusland                                                       | 22,69           |
| 100 m                | László Cseh Hongarije                                                     | 49,33       | Matteo Rivolta Italië                                               | 49,70    | Nikita Konovalov Rusland                                                       | 50,28           |
| 200 m                | László Cseh Hongarije                                                     | 1.49,00 ER  | Viktor Bromer Denemarken                                            | 1.51,62  | Simon Sjödin Zweden                                                            | 1.52,89         |
| Wisselslag           |                                                                           |             |                                                                     |          |                                                                                |                 |
| 100 m                | Sergej Fesikov Rusland                                                    | 52,00       | Yakov Yan Toumarkin Israël                                          | 52,62    | Andreas Vazaios Griekenland                                                    | 52,67           |
| 200 m                | László Cseh Hongarije                                                     | 1.51,36 ER  | Philipp Heintz Duitsland                                            | 1.53,21  | Diogo Carvalho Portugal                                                        | 1.53,45         |
| 400 m                | Dávid Verrasztó Hongarije                                                 | 4.02,43     | Roberto Pavoni Verenigd Koninkrijk                                  | 4.02,69  | Gal Nevo Israël                                                                | 4.04,68         |
| Vrije slag estafette |                                                                           |             |                                                                     |          |                                                                                |                 |
| 4×50 m               | Rusland Jevgeni Sedov Andrej Arboezov Aleksandr Kljoekin Nikita Konovalov | 1.23,49     | Italië Federico Bocchia Marco Orsi Giuseppe Guttuso Filippo Magnini | 1.24,44  | Wit-Rusland Jaoehen Tsoerkin Anton Latkin Viktar Staselovitsj Artjom Matsjekin | 1.25,01         |
| Wisselslagestafette  |                                                                           |             |                                                                     |          |                                                                                |                 |
| 4×50 m               | Italië Simone Sabbioni Fabio Scozzoli Matteo Rivolta Marco Orsi           | 1.31,71 CR  | Rusland Andrej Sjabasov Oleg Kostin Aleksandr Popkov Jevgeni Sedov  | 1.32,17  | Wit-Rusland Pavel Sankovitsj Ilja Sjymanovitsj Jaoehen Tsoerkin Anton Latkin   | 1.33,21         |

### Vrouwen
| Onderdeel            | Goud                                                                       | Goud       | Zilver                                                                     | Zilver  | Brons                                                                          | Brons   |
| -------------------- | -------------------------------------------------------------------------- | ---------- | -------------------------------------------------------------------------- | ------- | ------------------------------------------------------------------------------ | ------- |
| Vrije slag           |                                                                            |            |                                                                            |         |                                                                                |         |
| 50 m                 | Ranomi Kromowidjojo Nederland                                              | 23,55      | Sarah Sjöström Zweden                                                      | 23,63   | Jeanette Ottesen Denemarken                                                    | 23,94   |
| 100 m                | Sarah Sjöström Zweden                                                      | 51,37      | Ranomi Kromowidjojo Nederland                                              | 51,59   | Veronika Popova Rusland                                                        | 52,02   |
| 200 m                | Federica Pellegrini Italië                                                 | 1.51,89    | Veronika Popova Rusland                                                    | 1.52,46 | Femke Heemskerk Nederland                                                      | 1.52,81 |
| 400 m                | Jazmin Carlin Verenigd Koninkrijk                                          | 3.58,81    | Katinka Hosszú Hongarije                                                   | 3.58,84 | Boglárka Kapás Hongarije                                                       | 3.59,02 |
| 800 m                | Jazmin Carlin Verenigd Koninkrijk                                          | 8.11,01    | Boglárka Kapás Hongarije                                                   | 8.11,43 | Sharon van Rouwendaal Nederland                                                | 8.15,84 |
| Rugslag              |                                                                            |            |                                                                            |         |                                                                                |         |
| 50 m                 | Katinka Hosszú Hongarije                                                   | 26,13      | Aleksandra Urbańczyk Polen                                                 | 26,27   | Sanja Jovanović Kroatië                                                        | 26,45   |
| 100 m                | Katinka Hosszú Hongarije                                                   | 55,42 CR   | Alicja Tchorz Polen                                                        | 57,17   | Eygló Ósk Gústafsdóttir IJsland                                                | 57,42   |
| 200 m                | Katinka Hosszú Hongarije                                                   | 1.59,84 CR | Darja Oestinova Rusland                                                    | 2.01,57 | Eygló Ósk Gústafsdóttir IJsland                                                | 2.03,53 |
| Schoolslag           |                                                                            |            |                                                                            |         |                                                                                |         |
| 50 m                 | Jenna Laukkanen Finland                                                    | 29,71      | Fanny Lecluyse België                                                      | 29,84   | Natalja Ivanejeva Rusland                                                      | 29,99   |
| 100 m                | Jenna Laukkanen Finland                                                    | 1.04,56    | Moniek Nijhuis Nederland                                                   | 1.05,21 | Viktoriya Zeynep Gunes Turkije                                                 | 1.05,32 |
| 200 m                | Fanny Lecluyse België                                                      | 2.18,49    | Maria Astasjkina Rusland                                                   | 2.19,69 | Viktoriya Zeynep Gunes Turkije                                                 | 2.19,73 |
| Vlinderslag          |                                                                            |            |                                                                            |         |                                                                                |         |
| 50 m                 | Sarah Sjöström Zweden                                                      | 24,58 CR   | Jeanette Ottesen Denemarken                                                | 25,04   | Silvia di Pietro Italië                                                        | 25,26   |
| 100 m                | Sarah Sjöström Zweden                                                      | 55,03 CR   | Jeanette Ottesen Denemarken                                                | 55,68   | Alexandra Wenk Duitsland                                                       | 56,43   |
| 200 m                | Franziska Hentke Duitsland                                                 | 2.03,01    | Lara Grangeon Frankrijk                                                    | 2.03,85 | Alessia Polieri Italië                                                         | 2.04,37 |
| Wisselslag           |                                                                            |            |                                                                            |         |                                                                                |         |
| 100 m                | Katinka Hosszú Hongarije                                                   | 56,67 WR   | Siobhan-Marie O'Connor Verenigd Koninkrijk                                 | 57,65   | Marrit Steenbergen Nederland                                                   | 59,00   |
| 200 m                | Katinka Hosszú Hongarije                                                   | 2.02,53 CR | Siobhan-Marie O'Connor Verenigd Koninkrijk                                 | 2.05,13 | Louise Hansson Zweden                                                          | 2.07,96 |
| 400 m                | Katinka Hosszú Hongarije                                                   | 4.19,75    | Hannah Miley Verenigd Koninkrijk                                           | 4.26.87 | Lara Grangeon Frankrijk                                                        | 4.27,31 |
| Vrije slag estafette |                                                                            |            |                                                                            |         |                                                                                |         |
| 4×50 m               | Italië Silvia Di Pietro Erika Ferraioli Aglaia Pezzato Federica Pellegrini | 1.36,05    | Nederland Inge Dekker Femke Heemskerk Tamara van Vliet Ranomi Kromowidjojo | 1.36,20 | Rusland Rozalja Nasretdinova Veronika Popova Darja Kartasjova Natalia Lovtcova | 1.36,62 |
| Wisselslagestafette  |                                                                            |            |                                                                            |         |                                                                                |         |
| 4×50 m               | Nederland Tessa Vermeulen Moniek Nijhuis Inge Dekker Ranomi Kromowidjojo   | 1.44,85    | Zweden Louise Hansson Sophie Hansson Sarah Sjöström Magdalena Kuras        | 1.45,34 | Italië Elena Gemo Martina Carraro Silvia Di Pietro Erika Ferraioli             | 1.45,73 |

### Gemengd
| Onderdeel            | Goud                                                                   | Goud       | Zilver                                                                          | Zilver  | Brons                                                                                    | Brons   |
| -------------------- | ---------------------------------------------------------------------- | ---------- | ------------------------------------------------------------------------------- | ------- | ---------------------------------------------------------------------------------------- | ------- |
| Vrije slag estafette |                                                                        |            |                                                                                 |         |                                                                                          |         |
| 4×50 m               | Italië Federico Bocchia Marco Orsi Silvia Di Pietro Erika Ferraioli    | 1.29,26 CR | Rusland Jevgeni Sedov Nikita Konovalov Natalkja Lovtcova Rozalja Nasretdinova   | 1.29,59 | Nederland Jesse Puts Ben Schwietert Inge Dekker Ranomi Kromowidjojo                      | 1.30,03 |
| Wisselslagestafette  |                                                                        |            |                                                                                 |         |                                                                                          |         |
| 4×50 m               | Italië Simone Sabbioni Fabio Scozzoli Silvia di Pietro Erika Ferraioli | 1.38,33 CR | Rusland Andrej Sjabasov Andrej Nikolajev Alina Kasjinskaja Rozalja Nasretdinova | 1.38,36 | Wit-Rusland Pavel Sankovitsj Ilja Sjymanovitsj Svitlana Chachlova Aleksandra Gerasimenia | 1.39,03 |

## Medailleklassement
| Plaats | Land                | Goud | Zilver | Brons | Totaal |
| 1      | Hongarije           | 11   | 3      | 1     | 15     |
| 2      | Italië              | 7    | 5      | 5     | 17     |
| 3      | Duitsland           | 4    | 2      | 1     | 7      |
| 4      | Rusland             | 3    | 7      | 7     | 17     |
| 5      | Polen               | 3    | 2      | 2     | 7      |
| 5      | Zweden              | 3    | 2      | 2     | 7      |
| 7      | Verenigd Koninkrijk | 2    | 7      | 2     | 11     |
| 8      | Nederland           | 2    | 3      | 4     | 9      |
| 9      | Finland             | 2    | 0      | 0     | 2      |
| 10     | België              | 1    | 3      | 1     | 5      |
| 11     | Slovenië            | 1    | 0      | 0     | 1      |
| 11     | Oekraïne            | 1    | 0      | 0     | 1      |
| 13     | Denemarken          | 0    | 3      | 1     | 4      |
| 14     | Israël              | 0    | 2      | 1     | 3      |
| 15     | Wit-Rusland         | 0    | 1      | 3     | 4      |
| 16     | Frankrijk           | 0    | 1      | 1     | 2      |
| 17     | IJsland             | 0    | 0      | 2     | 2      |
| 17     | Turkije             | 0    | 0      | 2     | 2      |
| 19     | Griekenland         | 0    | 0      | 1     | 1      |
| 19     | Ierland             | 0    | 0      | 1     | 1      |
| 19     | Kroatië             | 0    | 0      | 1     | 1      |
| 19     | Litouwen            | 0    | 0      | 1     | 1      |
| 19     | Noorwegen           | 0    | 0      | 1     | 1      |
| 19     | Portugal            | 0    | 0      | 1     | 1      |
| Totaal | Totaal              | 40   | 41     | 41    | 122    |